# Pungarabato
Pungarabato (del nàhuatl, que vol dir «lloc de grandes canes») és un municipi de l'estat de Guerrero, a Mèxic. Ciutat Altamirano és el cap de municipi i principal centre de població d'aquesta municipalitat. Aquest municipi és a la part occidental de l'estat de Guerrero. Limita al nord amb l'estat de Michoacán, al sud amb Arcelia, a l'oest amb Michoacán i a l'est amb San Marcos.